# René Torres
Antonio René Torres Lobo (Mérida, Venezuela, 13 de octubre de 1960) es un exfutbolista venezolano, que durante su carrera se destacó como defensor lateral derecho.

## Carrera

### Clubes
Torres inició su carrera en el fútbol en 1979, al sumarse a las filas del equipo de la Universidad de Los Andes, donde estuvo por los siguientes cinco años. En 1985 fue fichado por Estudiantes de Mérida, y ese mismo año gana su primer campeonato.
Con el conjunto rojiblanco jugaría otras dos temporadas de la Primera División para luego ser reclutado por Mineros de Guayana en 1988. Con los negriazules ganó el segundo título de su carrera, al término de la temporada 1988-1989. Luego de dicha campaña, pasó al Caracas, para luego volver a Estudiantes de Mérida a disputar la temporada 1992-1993. Posteriormente fue fichado por Trujillanos, equipo con el que participó en la Copa Libertadores 1995. En este certamen anota un gol contra el Caracas, el segundo club venezolano en integrar su grupo. Volvió por tercera y última vez a Estudiantes, anunciando su retiro futbolístico al terminar la temporada 1996-1997.

### Selección nacional
Torres debutó con la selección nacional de fútbol en un amistoso frente a Colombia el 5 de enero de 1980. En 1983 integró la plantilla que representó al país en los Juego Panamericanos de ese año, realizados en Caracas. En ese mismo año fue convocado para disputar la Copa América 1983, jugando sólo el partido inaugural contra Uruguay y siendo expulsado al minuto 70 por una brutal patada al gran goleador uruguayo Fernando Morena, quien debió retirarse del campo con fractura de tibia y peroné.
En 1985 marcó su primer gol en un partido amistoso ante Bolivia, y meses más tarde anotó su segundo ante Argentina, en el primer partido de la campaña clasificatoria para el Mundial de 1986. Sucesivamente fue incluido en la nómina venezolana para las Copas Américas de 1987 y 1989, siendo titular en todos los partidos que le tocaon a la selección. Jugó así mismo las eliminatorias para el Mundial de 1990. A término del evento, había jugado un total de 23 partidos con la «Vinotinto».

## Palmarés

### Campeonatos nacionales
| Título                        | Club                  | País      | Año     |
| ----------------------------- | --------------------- | --------- | ------- |
| Primera División de Venezuela | Estudiantes de Mérida | Venezuela | 1985    |
| Primera División de Venezuela | Mineros de Guayana    | Venezuela | 1988-89 |